# Richard Chelimo
Pour les articles homonymes, voir Chelimo.
Richard Chelimo, né le 24 février 1972 dans le Marakwet et mort le 15 août 2001, est un athlète kenyan, évoluant sur 10 000 mètres.

## Biographie
Né dans le district de Marakwet, il fait partie de la tribu des Kalenjins, tribu également connue sous le surnom de la tribu des coureurs. Parmi les membres de sa famille, figure entre autres le triple champion du monde de 3 000 mètres steeple Moses Kiptanui. Son propre frère, Ismael Kirui, a également été double champion du monde du 5 000 mètres.
Obtenant la médaille d'argent lors des Championnats du monde de cross-country à Aix-les-Bains, il obtient la même année la médaille d'or du 10 000 mètres aux championnats du monde junior. Sélectionné pour les mondiaux 1991 de Tokyo, il sert de lièvre à son compatriote Moses Tanui qui obtient l'or aux dépens de Khalid Skah.
L'année suivante, il participe à la finale des Jeux olympiques d'été de 1992 à Barcelone. Cette finale est marquée par un fait inhabituel. Chelimo et Skah sont échappés lorsqu'ils vont doubler un autre concurrent marocain, Hammou Boutayeb, à trois tours de l'arrivée. Lors de ce dépassement, celui-ci ne respecte pas les règles qui veulent qu'un concurrent doublé doit s'écarter. Or le marocain s'incruste dans la lutte et s'emploie à gêner le Kényan. Il faut l'intervention du président de la commission technique de l'IAAF pour que le marocain laisse les deux protagonistes à la victoire finale lutter entre eux. Une nouvelle bousculade entre les deux concurrents a lieu à l'entrée de la dernière droite. Finalement, Khalid Skah franchit la ligne en premier grâce à sa pointe de vitesse. Le marocain sera disqualifié après la course puis finalement blanchi et déclaré vainqueur.
En 1993, et alors qu'il est toujours junior, il établit le Record du monde du 10 000 à Stockholm. Celui-ci est battu cinq jours plus tard par son compatriote Yobes Ondieki. Ce temps restera le record du monde junior pendant 11 années, jusqu'en 2004 où l'ougandais Boniface Kiprop établira un nouveau record.
Durant cette saison, il ne peut obtenir que la médaille de bronze lors des Championnats du monde 1993 à Stuttgart, battu par l'éthiopien  Haile Gebrselassie et son compatriote Moses Tanui.
Après son retrait des pistes en 1996, il retourne occuper un poste au sein de l'armée. Mais ses échecs sur les pistes le conduisent vers la boisson. Il prend également beaucoup de poids. Grâce aux encouragements de ses amis Tanui et William Mutwol, il retrouve un poids seulement supérieur de 5 kg à son ancien poids de sportif.
Il est décédé en 2001 d'une tumeur du cerveau à l'âge de 29 ans.

## Palmarès

### Jeux olympiques d'été
- Jeux olympiques de 1992 à Barcelone
  -  Médaille d'argent du 10 000 mètres

### Championnats du monde d'athlétisme
- Championnats du monde 1991 à Tokyo
  -  Médaille d'argent du 10 000 mètres
- Championnats du monde 1993 à Stuttgart
  -  Médaille de bronze du 10 000 mètres

### Championnats du monde de cross-country
- Championnats du monde de cross-country 1990 à Aix-les-Bains
  -  Médaille d'or en cross par équipes junior
  -  Médaille d'argent en cross individuel junior
- Championnats du monde de cross-country 1991 à Anvers
  -  Médaille d'or en cross par équipes
- Championnats du monde de cross-country 1992 à Boston
  -  Médaille d'or en cross par équipes

### Championnats du monde juniors
- Championnats du monde juniors 1990 à Plovdiv
  -  Médaille d'or du 10 000 mètres

### Record du monde
- Record du monde du 10 000 mètres en 1993 à Stockholm en 27 min 07.91 s (record du monde junior et senior)